# 富滇银行

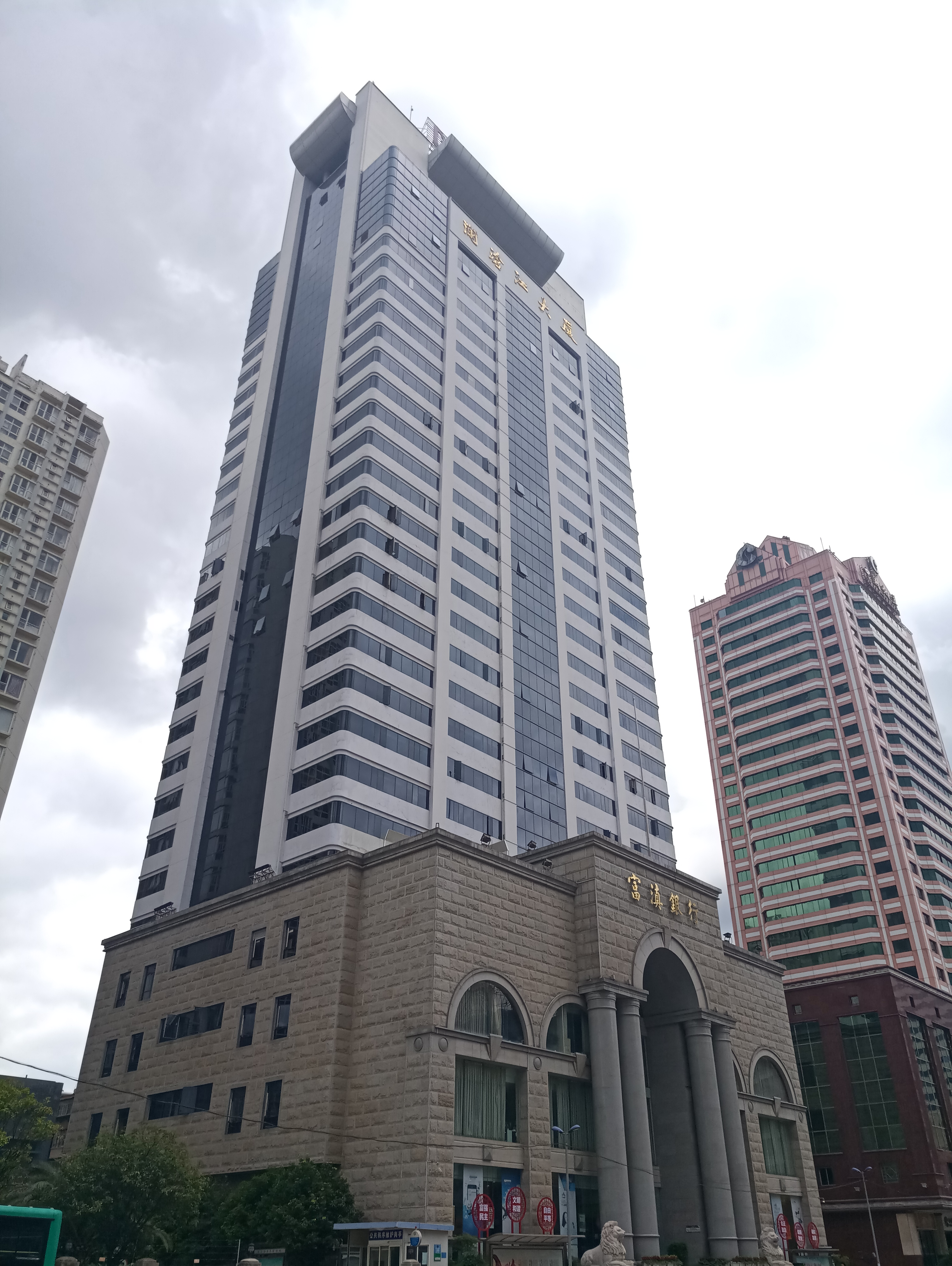
富滇银行第一代总部，位于澜沧江大厦

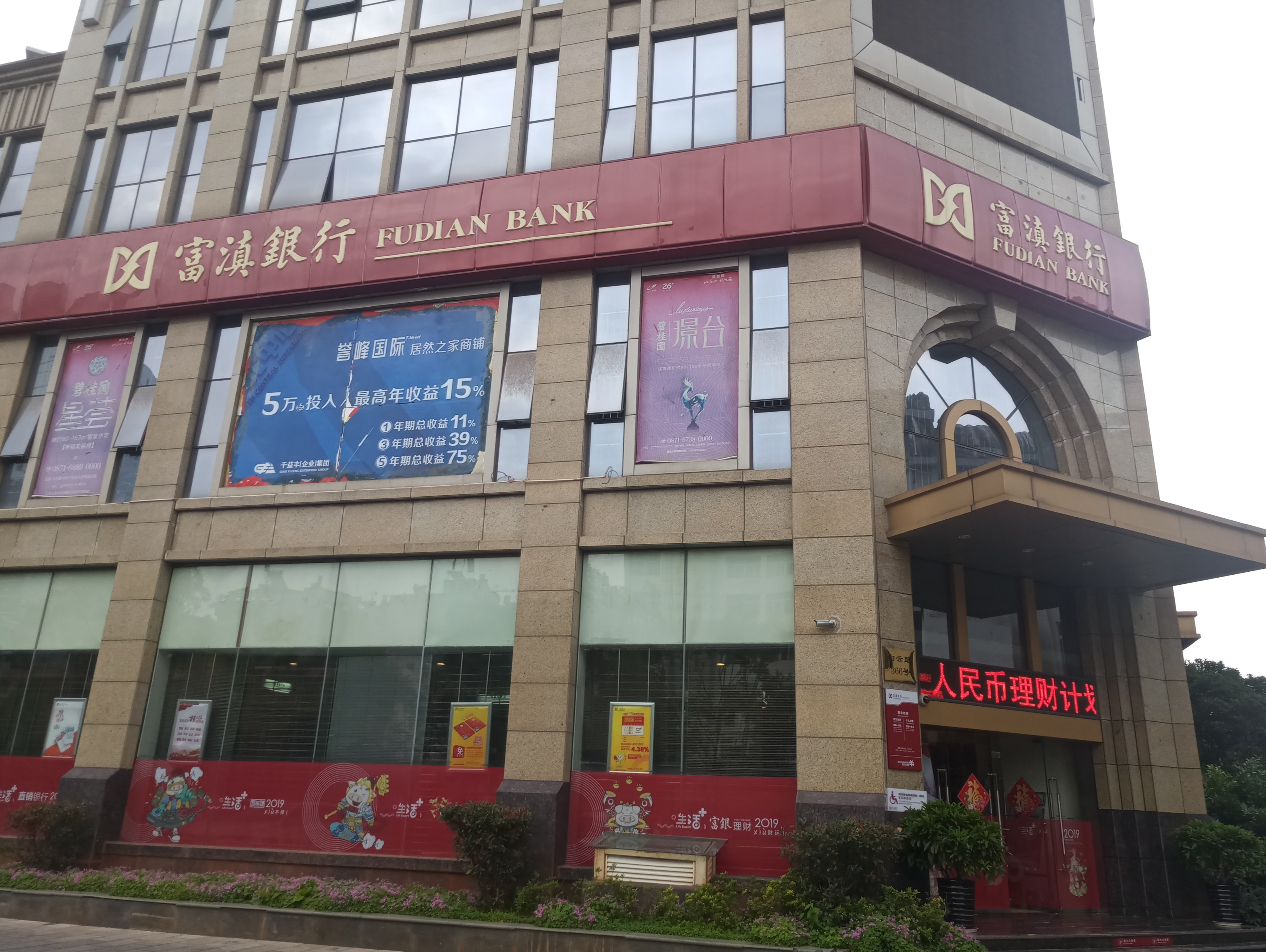
富滇银行昆明市盘龙区白云支行

富滇银行，原称昆明市商业银行，雲南省投資控股集團子公司，是中国云南省的地方商业性银行，该行成立于1996年，2007年改为现名，总部设于昆明，主营存贷业务。

## 歷史
1996年末，昆明市城市信用联社、城市合作银行重组成立地方性股份制昆明市商业银行。2007年12月29日，中国银监会批准昆明市商业银行更名“富滇银行”。“富滇银行”原为云南省民国时期省政府所成立的银行的名称。

## 重点业务区域

### 云南省
- 昆明市
- 保山市
- 红河州
- 大理州
- 西双版纳州
- 楚雄州
- 普洱市
- 昭通市
- 文山州

### 其他地区
- 重庆市

## 子公司
- 老中銀行：持股結構為富滇銀行持股百分之五十一，老撾外貿銀行則持股百分之四十九。